# فرانسوا بریسون
فرانسوا بریسون (فرانسوی: François Brisson‎؛ زادهٔ ۹ آوریل ۱۹۵۸) بازیکن سابق و مربی فوتبال اهل فرانسه است.
از باشگاه‌هایی که در آن بازی کرده‌است می‌توان به باشگاه فوتبال المپیک لیون، باشگاه فوتبال لیل، باشگاه فوتبال استراسبورگ، باشگاه فوتبال المپیک مارسی، باشگاه فوتبال لن و باشگاه فوتبال پاری سن ژرمن اشاره کرد.